# Ansitz Mülberg
Der Ansitz Mülberg ist ein abgegangener mittelalterlicher Ansitz  nahe dem Dorf Aufhausen, heute einem Gemeindeteil des niederbayerischen Marktes Eichendorf im Landkreis Dingolfing-Landau. Er liegt ca. 900 m südöstlich der Pfarrkirche St. Michael von Aufhausen nahe der Einöde Mildenberg und wird als Bodendenkmal unter der Aktennummer D-2-7342-0473 im Bayernatlas als „untertägige Befunde des mittelalterlichen Adelssitzes ‚Mülberg‘“ geführt.

## Beschreibung
Der Ansitz Mülberg lag oberhalb des zur Vils führenden Büchsenholzbaches auf dem Hausberg. Der nach Westen gerichtete Bergsporn trägt im vorderen Teil 35 m oberhalb der Vils eine Wehranlage. Ein leicht gebogener Wall mit einem schwach ausgeprägten vorgelegten Graben trennt ein Plateau von 60 × 35 m ab, dessen Ränder sind künstlich gesteilt. Der nach innen steil geböschte Abschnittswall erreicht eine maximale Höhe von 1 m. Bereits im 19. Jahrhundert war die Burgstelle von einem Bauernhof überbaut.